# Meridián (astronomie)

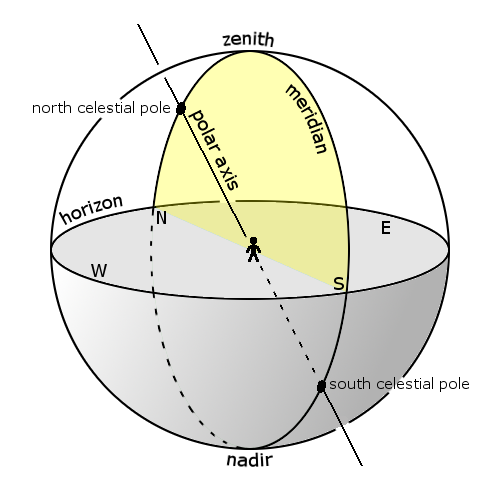

Meridián neboli místní nebeský poledník je hlavní kružnice na nebeské sféře procházející póly a zenitem pozorovatele. Z definice prochází severním i jižním pólem. Dále prochází nadirem a jižním a severním bodem (průsečíky meridiánu s horizontem). Je kolmý k horizontu.
Průsečík meridiánu s horizontem slouží jako nulový bod, od kterého se určuji souřadnice azimutu. Průsečík meridiánu se světovým rovníkem je nulový bod, od kterého se určuji souřadnice hodinového úhlu. Když hvězdy, Slunce a ostatní nebeská tělesa při svém denním zdánlivém pohybu přechází přes meridián, jsou na své dráze nejvýše – kulminují. Meridián takto definuje místní astronomické poledne. Je to okamžik průchodu Slunce meridiánem.
Slovo pochází z latinského „meridies“, což znamená jih nebo poledne.